# 陈光远

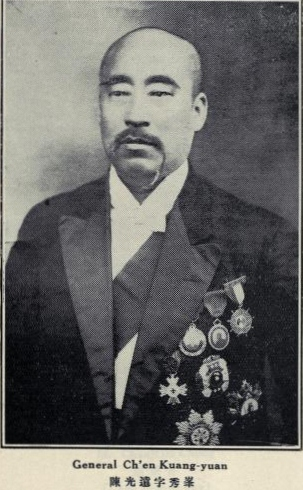
陈光远

陈光远（1873年10月8日—1939年），字秀峰，直隶省武清县崔黄口（今属天津市）人。民国初年军事将领，曾任江西督军，为直系冯国璋的嫡系。和李純、王占元并称「長江三督」。

## 生平
陈光远生于清朝同治十二年八月十七日（1873年10月8日）。1892年入天津武備学堂。毕业后出任武衛右軍隊官。1902年（光緒28年），任北洋常備軍軍政司总務处总办。後来调任北洋第4鎮第8協統領。1911年（宣統3年）武昌起義爆发，陈光远作为馮国璋的部下随冯国璋讨伐革命派，升任第4鎮統制。然而，由于第4鎮一部发生兵变，陈光远被罷免。
1912年（民国元年），陈光远任陸軍中将兼总統府諮議官。1913年（民国2年），改任熱河巡防营統領兼赤峰鎮守使。1914年（民国3年），袁世凱直接統率的軍事模範团成立，陳光遠被任命为团副。后来陳光遠就任新編陸軍第12師師長兼模範团督練。1915年（民国4年）12月袁世凯称帝，陈光远获封一等子爵。

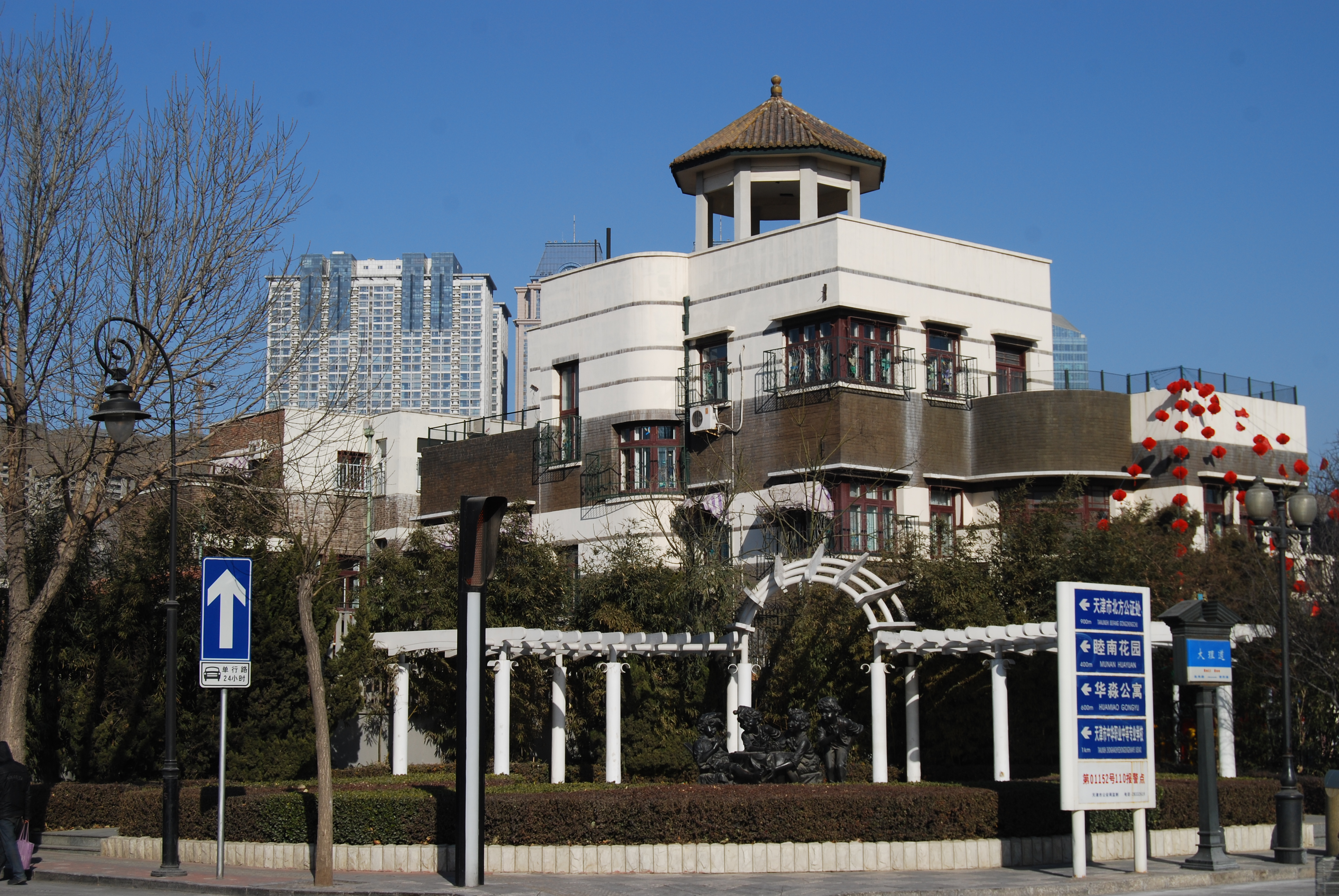
始建于1924年位于天津英租界内的陈光远旧居

1916年（民国5年）6月袁世凯病死，陈光远加入直系。1917年（民国6年）5月23日，段祺瑞被黎元洪免去总理职务，北京戒严，陈光远与江朝宗同被任命为京津一帶临时警备副司令，辅助王士珍维持治安。7月1日，张勋拥宣统帝復辟，任命陈光远为直隶提督，但是他却追随段祺瑞讨伐张勋。馮国璋就任代理大总統后，8月6日，江西督军李纯调任江苏督军，因此命陈光远为江西督军。10月，护法战争爆发，段祺瑞多次密命陈光远派兵赴湖南省助剿护法军，只是他置之不闻。后來陈光远同李纯、湖北督軍王占元共同阻止，使段祺瑞未能达到目的。由此，李純、王占元、陳光遠3位督軍被称为「長江三督」，其对国政的态度受到瞩目。同時北洋軍閥內部分裂為直系（馮國璋）和皖系（段祺瑞）的說法也見諸報端。
1918年（民国7年）2月5日，北洋政府以不效命为由，褫夺陈光远所有军衔，但仍留任江西督军。4月下旬，因张怀芝率兵经江西进攻湘東，陈光远在压力下，派兵攻入粵北，更夺得南雄，因此段祺瑞政府於5月4日给还他上将衔及中将官职。
1919年，严修、张伯苓为创办南开大学而募款，陈光远认捐一万元。
1922年（民国11年），在孙中山北伐军的背景下，江西省内各階層发动反对陳光遠統治的運動。陈光远向北洋政府求援。直系首领曹錕命蔡成勳所部等南下援赣。6月13日，蔡成勋抵达南昌。15日，北洋政府批准陈光远及省长楊慶鋆辞职，任命蔡成勋节制江西全省军事。17日，下令裁撤江西督军一职，由何刚德暂行代理省长。此后，陳光遠未能复归軍事、政治舞台，晚年在天津经商。
1939年（民国28年），陳光遠逝世。享年67岁。